# Durrant
Durrant je lahko:
- James Murdoch Arthur Durrant, general
- Richard Durrant, kitarist
- Alfred Edward Durrant, vojak
- Durrant Software